# Betio
Betio je najveće naselje pacifičke otočne države Kiribati. Smješteno je na izoliranom otočiću u sklopu otočja Južna Tarawa.
Prema popisu stanovništva iz 1990. godine na otoku je živjelo malo iznad 28.800 stanovnika, dok se do 2005. broj stanovnika prepolovio i iznosio oko 12.500. Prirodni pad i depopulacija stanovništva u narednim je godinama zasutavljena te je 2015. godine naselje imalo 17.356 stanovnika.
Osim glavnog grada Bairikija, Betio je jedno od rijetkih mjesta u državi koje je od 1957. do 1964. imalo poštanski ured i time izravni poštanski promet s ostatkom svijeta. Unatoč ukidanju poštanskog ureda, naselje 1970-ih doživljava gospodarski procvat zahvaljujući turizmu i ugostiteljstvu. Početkom 1980-ih Betio je cestovno spojen s glavnim gradom, što dovodi do razvoja trgovine i prometa. Početkom 1990-ih u planu je bila izgradnja ceste do usamljenog otoka Bikemana radi pružanja bolje turističke ponude, ali zbog nedostatka sigurnosti i stabilnosti same konstrkucije, izgradnja je otkazana.
Mjesto je u vojnoj povijesti poznato kao poprište trodnevne Bitke za Tarawu u Drugom svjetskom ratu, u kojem je Američka vojska sastavljena od 18.000 marinaca i 35.000 mornara i mornaričkih časnika odnijela pobjedu nad deseterostruko manje brojnijom vojskom Japanskog Carstva. Tijekom tri dana bitke (20. – 23. studenog 1943.) poginulo oko 1.700 američkih i 4.690 japanskih vojnika te je potopljen američki nosač zrakoplova USS Liscome Bay.

## Vanjske poveznice
- Slike Tarawe iz vremena Drugog svjetskog rata  Arhivirana inačica izvorne stranice od 20. srpnja 2016. (Wayback Machine) (engl.)